# 日本造園修景協会
一般財団法人日本造園修景協会（にほんぞうえんしゅうけいきょうかい、英名：Japanese Society of Landskape Architects）は、日本の造園修景に関する協会。

## 概要
協会の特徴として、「造園修景に携わり幅広く活躍している産業界、官界、学界など各界の横断的な個人又は団体が会員となり、それらで組織する全国唯一の集団」としている。
34都府県に地方組織の支部を有する。
各種研修会の開催、機関誌の発行による業態の啓蒙の他、一般財団法人公園財団認定・公園管理運営士の公園管理運営士会の事務局運営などを行っている。
「北村徳太郎公園緑地論集」（北村徳太郎生誕百年記念事業実行委員会 編、日本公園緑地協会、1995）によると、協会の前身である日本ガーデン協会設立経緯が掲載されているが、1971年、ランドスケープ協会の設立が佐藤昌から提唱され、さらに1972年佐藤が呼びかけ、第一回日本造園技術協会設立発起人会が開催。設立代表者選出、法人設立趣意書、法人定款、法人設立申請書が議論決定されたがその後、認可を担当する建設省との事務レベル折衝で当時新規の法人を認めない方針が強く示される。
その後設立発起人会から4年が経過した1976年に当面任意団体として活動することとなった。この任意団体で検討の結果、1950年に設立したがその後休眠状態にあった財団法人日本ガーデン協会の理念と残余財産を引き継ぐことで建設省当局の内諾が得られた。急遽前記日本ランドスケープ協会発起人会メンバーなどが中心となって、財団の理事会を復活させ財団の引継ぎを決議し財団を解散。この経緯をへて協会名についても日本ランドスケープ協会（Japan　Landscape　Association）の提案もあり、現在の名称になるまでにも紆余曲折し、1983年財団法人造園修景協会が発足。
2010年6月1日をもって一般法人に移行、名称も「一般財団法人日本造園修景協会」となる。
なお、将来名称を「日本造園家協会」に変更することとしている（現在は仮称）。

## 造園修景士資格
協会で、独自に「上級造園修景士資格」の認定・登録を行っている。

## 事務所所在
〒103－0004 東京都中央区東日本橋3丁目3番7号 近江会館ビル8階

## 沿革
- 1950年、東京都知事の許可を受け、財団法人日本ガーデン協会として発足
- 1976年、財団法人日本ガーデン協会を発展的解消。任意団体の日本造園修景協会となる
- 1977年、建設大臣の認可を受け、財団法人日本造園修景協会再発足
- 1979年、造園修景士資格認定・登録制度発足
- 2010年、内閣府から一般財団法人日本造園修景協会として認可

## 出版物
- 造園修景大事典（全9巻、昭和54年6月 佐藤昌監修）